# Футбол на Мальті
Футбол є одним з найпопулярніших видів спорту на Мальті. Незважаючи на це футбол в державі не може похизуватись жодними досягненнями як на клубному рівні, так і на рівні збірних. Головний керівним органом мальтійського футболу є Футбольна асоціація Мальти (ФАМ), створена у 1900 році.

## Історія
В футбол на Мальтійських островах стали грати наприкінці XIX століття, коли острови були Британської колонією. Перший матч був зіграний 4 березня 1882 а між солдатами гарнізону та королівськими інженерами. Початок ігор і створення таких клубів, як «Флоріана» і «Санкт-Джорджс» допомогло отримати футболу популярність.
1900 року була створена Футбольна асоціація Мальти. Щоб регулювати футбольні змагання на острові, 1909 року федерація стала проводити національний чемпіонат, а з 1933 і національний кубок.

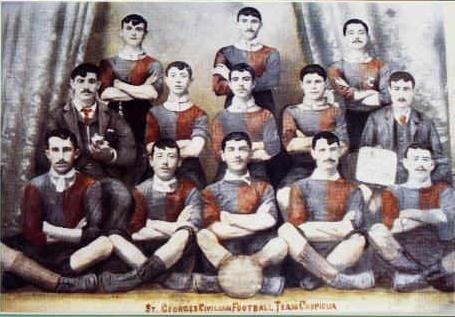
«Санкт-Джорджс» — один з перших футбольних клубів Мальти, заснований 1890 року. Фото 1894 року.

У 20-х роках на острів стали приїздити професійні клуби з континенту, що різко підвищило популярність цього виду спорту у місцевих жителів. Якщо мальтійської команді вдавалося гідно битися з приїжджим грантом, гравці відразу ж ставали національними героями острова. У 1926 році на Мальті пройшов Різдвяний турнір за участю зарубіжних клубів, який викликав неймовірний ажіотаж серед вболівальників.
Ще до Другої світової війни на Мальті, в цілях підняття рівня футболу, стали практикувати запрошення іноземців в місцеві клуби. У той час ще було відсутнє поняття трансферних сум, і гравці переходили з однієї команди в іншу абсолютно безкоштовно. Це різко підняло рівень гри, і відвідуваність стадіонів стала швидко рости.
Друга світова війна припинила футбольне життя на острові. Більшість мальтійських футболістів в лавах британської армії билися з нацистами. Але відразу ж після перемоги футбол знову повернувся на Мальту. Правда, в перші повоєнні роки все обмежувалося товариськими матчами проти іноземних, здебільшого англійських, команд. У 1945 році МФА організувала ще один Різдвяний турнір, який став з цього моменту традиційним і проводився протягом 13 років.
В 1950-ті роки відбувся дебют збірної Мальти на міжнародній арені. 24 лютого 1957 а в місті Гзіра у присутності 17 421 глядача Мальта поступилася Австрії з рахунком 2:3. Після серії товариських матчів, нічиєї зі збірною Тунісу (0:0) і Норвегією (1:1) і перемоги над тим же Тунісом (1:0), мальтійська федерація приєдналася до міжнародної асоціації ФІФА (1959) та УЄФА (1960). З цього почався новий етап мальтійського футболу.

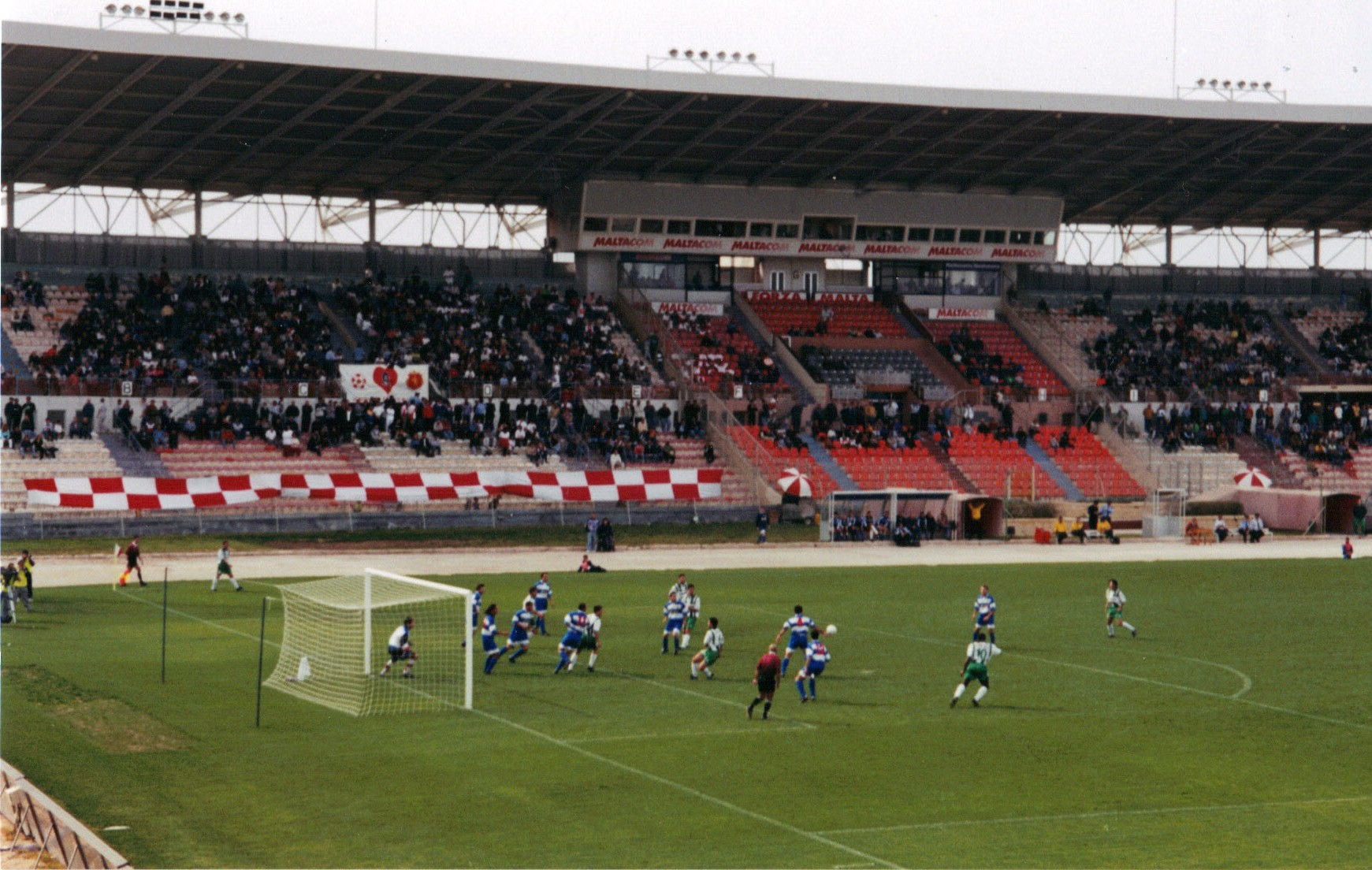
Матч чемпіонату Мальти сезону 1999—2000

Після цього збірна ненадовго перестала виступати у кваліфікаціях, але з 1972 року є стабільним учасником відборів на чемпіонати світу та Європи, проте ніколи реально не бореться за вихід на форуми, займаючи останні місця у групах. Аналогічна ситуація і з клубними міжнародними виступами — мальтійські команди жодного разу не пройшли кваліфікаційні раунди.
У 1980 році в місті Та-Калі був побудований стадіон, розрахований на 17 000 глядачів, на якому стали проходити матчі чемпіонату та домашні ігри збірної.
1985 року за прикладом більшості країн, на Мальті також почав розігруватись національний суперкубок.
2010 року в Мальті на острові Гоцо турнір пройшов VIVA World Cup — чемпіонат світу серед невизнаних збірних, на яких як господарі виступила і збірна Гоцо. На ньому збірна Паданії втретє перемогла на турнірі, здолавши збірну Курдистануу 1:0..